# Olutanga
La Isla Olutanga es una isla de Filipinas en el Golfo Moro, parte de la provincia de Zamboanga Sibugay. Está separada de la península de Zamboanga en Mindanao por un estrecho canal y la bahía de Tantanang.
Olutanga, con una superficie de 194,1 kilómetros cuadrados (74,9 millas cuadradas), es la isla más grande del Golfo Moro y la 34.ª mayor isla de Filipinas. Tiene una longitud costera de 89,8 kilómetros ( 55.8 millas).
La isla está subdividida en 3 municipios (Mabuhay, Talusan, y el homónimo Olutanga) , y tiene una población total de 87.078 personas.